# Слатина (Кунгота)
Слатина (словен. Slatina) — поселення в общині Кунгота, Подравський регіон‎, Словенія.